# Gaspar Iñíguez
Gaspar Emanuel Iñíguez (Buenos Aires, 26 marzo 1994) è un calciatore argentino, centrocampista svincolato.

## Carriera

### Club
Cresce nel settore giovanile dell'Argentinos Juniors, con cui fa il suo debutto in prima squadra nel 2011 a diciassette anni; nel 2013 in una partita contro il Boca Juniors effettua un intervento di testa su un avversario, che gli costò la perdita di un dente e la lesione di altri due. Viene acquistato dal Granada il 25 luglio 2015 per la cifra di 1.2 milioni di euro.
Il 19 agosto 2015 viene ufficializzato il passaggio in prestito secco al Carpi.
Il 18 gennaio 2016 viene ceduto a titolo definitivo all'Udinese.